# Neko ni Tensei Shita Oji-san
Neko ni Tensei Shita Oji-san (ねこに転生したおじさん) est une série de mangas écrite et illustrée par Yajima. La série est publiée à partir d'octobre 2023 dans le magazine en ligne KadoComi de l'éditeur Kadokawa Shoten.
Une adaptation en série télévisée d'animation produite par le studio Studio Eight Colors diffuse la série depuis octobre 2024.

## Personnages
Oji-san (おじさん)
Voix japonaise : Takahiro Kameoka
Pun-chan (プンちゃん)
Voix japonaise : Kana Hanazawa
President (社長, Shachō)
Voix japonaise : Tomokazu Seki
Mr. Itoyanagi (糸柳先生, Itoyanagi-sensei)
Voix japonaise : Kenjiro Tsuda (ja)

## Manga
Neko ni Tensei Shita Oji-san est une série de mangas japonais écrite et dessinée par Yajima. La série est pré-publiée depuis février 2023 sur Twitter et Instagram. La série est ensuite publiée à partir du 2 octobre 2023 sur le magazine en ligne KadoComi de l'éditeur Kadokawa Shoten.  L'éditeur Kadokawa Shoten publie la série sous format volumes tankōbon à partir du 5 décembre 2023. Depuis le 20 septembre 2024, trois volumes sont sortis.

### Liste des volumes
| no | Japonais          | Japonais          |
| no | Date de sortie    | ISBN              |
| -- | ----------------- | ----------------- |
| 1  | 5 décembre 2023   | 978-4-04-737717-2 |
| 2  | 1er mai 2024      | 978-4-04-737973-2 |
| 3  | 20 septembre 2024 | 978-4-04-738127-8 |

## Anime
Le 11 mars 2024, durant l'évènement Fuji TV Anime Lineup Press Conference 20214,  une adaptation en série télévisée d'animation a été annoncée. La série est animée par le studio d'animation Eight Colors et est réalisée par Rio et Takahiro Kawakoshi. Itoken compose la musique. La série sera diffusée à partir du 7 octobre 2024 sur le programme de variétés Poka Poka  de la chaine Fuji TV.

## Réception
La série s'est classée deuxième au Next Manga Awards 2023 dans la catégorie web manga.

### Œuvre

#### Édition japonaise
1. 1 2  (ja) « ねこに転生したおじさん　1 », sur Kadokawa Corporation (consulté le 3 octobre 2024)
2. 1 2  (ja) « ねこに転生したおじさん　2 », sur Kadokawa Corporation (consulté le 3 octobre 2024)
3. 1 2  (ja) « ねこに転生したおじさん　3 », sur Kadokawa Corporation (consulté le 3 octobre 2024)